# Isla Smyley
La isla Smyley es una isla de la Antártida en la Tierra de Ellsworth a 72°50′31″S 77°50′00″O / -72.84194, -77.83333. Se encuentra ubicada al sur de la bahía Ronne y al noreste de la península de Rydberg. 
Tiene 68 km de largo y de 14 a 38 km de ancho. Es una isla completamente cubierta de hielo, lo que da la sensación de que formara parte de la Tierra de Palmer, pero no es así, es una impresión errónea.
Fue denominada como cabo Smyley a consecuencia de la Expedición de los Estados Unidos en 1940, en homenaje al capitán William H. Smyley, del buque foquero Ohio, quien entre 1841 y 1842 recobró un termógrafo abandonado en la isla Decepción por la Expedición Británica de Henry Foster en 1829. Los Estados Unidos descubrieron su insularidad en 1968, quedando el nombre de cabo Smyley para el extremo noroeste de la isla, que marca el extremo sur de la boca occidental del canal Jorge VI.

## Reclamaciones territoriales
Chile incluye a la isla en la comuna Antártica de la provincia Antártica Chilena dentro de la Región de Magallanes y de la Antártica Chilena. Para el Reino Unido integra el Territorio Antártico Británico, pero ambas reclamaciones están sujetas a las disposiciones del Tratado Antártico.
Nomenclatura de los países reclamantes: 
- Chile: isla Smyley
- Reino Unido: Smyley Island